# دیرک کمپثورن
دیرک کمپثورن (انگلیسی: Dirk Kempthorne؛ زاده ۲۹ اکتبر ۱۹۵۱) سناتور سابق عضو جمهوری‌خواه بود. وی در سال ۱۹۹۳ تا ۱۹۹۹ میلادی سناتور ایالت آیداهو در سنای ایالات متحده آمریکا بود.